# Simon Pagenaud
Simon Pagenaud (Poitiers, 18 mei 1984) is een Frans autocoureur. In 2016 werd hij kampioen in de IndyCar Series. In 2019 wist hij, na op pole position gekwalificeerd te hebben, de Indianapolis 500 te winnen.

## Carrière
Pagenaud reed in 2002 en 2003 het Franse Formule Renault kampioenschap en reed in 2002 en 2004 in de Eurocup Renault 2.0. In 2005 stapte hij over naar de Formule Renault 3.5 Series. Een vierde plaats op het circuit van Zolder was zijn beste resultaat. Hij eindigde op de vijftiende plaats in het kampioenschap.
In 2006 verhuisde Pagenaud naar de Verenigde Staten om te gaan racen in het Atlantic Championship voor Team Australia. Hij won het kampioenschap in zijn debuutjaar. In 2007 maakte hij de overstap naar het Champ Car kampioenschap en ging daar eveneens rijden bij Team Australia. Zijn beste resultaten waren drie vierde plaatsen in de drie races die in Canada gehouden werden. Hij eindigde op een achtste plaats in het kampioenschap. Nadat het Champ Car kampioenschap na 2007 opgedoekt was, ging Pagenaud in 2008 aan de slag in de American Le Mans Series. Hij reed het seizoen met co-rijder Gil de Ferran. Het duo reed ook in 2009 in de American Le Mans Series en ze wonnen vier races. Ze eindigden gezamenlijk op de derde plaats in het kampioenschap, na David Brabham en Scott Sharp, die gezamenlijk kampioen werden. In 2010 won hij het kampioenschap met co-rijder David Brabham.
In 2011 werd Pagenaud met teamgenoten Sébastien Bourdais en Pedro Lamy tweede tijdens de 24 uur van Le Mans.
Pagenaud debuteerde in 2011 in de IndyCar Series en reed drie races dat jaar. In 2012 reed hij een volledig kampioenschap voor Schmidt Hamilton Motorsports. Hij werd vijfde in het kampioenschap en kreeg daarvoor de trofee Rookie of the Year. In 2013 won hij op Belle Isle Park zijn eerste race en op het Stratencircuit Baltimore zijn tweede en werd zo achter Scott Dixon en Hélio Castroneves derde in de eindstand. In 2014 won hij op het binnencircuit van de Indianapolis Motor Speedway en op het Stratencircuit Houston en werd vijfde in het kampioenschap.
In 2015 stapte Pagenaud over naar het topteam Team Penske en kwam hier uit naast zijn teamgenoten Hélio Castroneves, Will Power en Juan Pablo Montoya. Hij kende een moeilijk seizoen, waarin hij slechts twee podiumplaatsen behaalde. Ondanks deze prestaties werd zijn contract met Penske een jaar verlengd. In 2016 beleefde hij een superstart met twee tweede plaatsen in de eerste twee races en vervolgens drie overwinningen op het Stratencircuit Long Beach, het Barber Motorsports Park en het binnencircuit van Indianapolis. Met nog twee overwinningen op het Mid-Ohio Sports Car Course en de seizoensfinale op de Sonoma Raceway behaalde hij zijn eerste IndyCar-titel.

## Resultaten
Champ Car resultaten (aantal gereden races, aantal maal in de top 5 van een race, eindpositie kampioenschap en punten)
| Jaar | Races | 1ste | 2de | 3de | 4de | 5de | Rang | Ptn |
| ---- | ----- | ---- | --- | --- | --- | --- | ---- | --- |
| 2007 | 14    | -    | -   | -   | 3   | 3   | 8    | 232 |

IndyCar Series resultaten (aantal gereden races, aantal maal in de top 5 van een race, eindpositie kampioenschap en punten)
| Jaar | Races | 1ste | 2de | 3de | 4de | 5de | Rang | Ptn |
| ---- | ----- | ---- | --- | --- | --- | --- | ---- | --- |
| 2011 | 3     | -    | -   | -   | -   | -   | 31   | 56  |
| 2012 | 15    | -    | 1   | 3   | -   | 2   | 5    | 387 |
| 2013 | 19    | 2    | 1   | -   | 1   | 1   | 3    | 508 |
| 2014 | 18    | 2    | -   | 1   | 3   | 2   | 5    | 565 |
| 2015 | 16    | -    | -   | 2   | 1   | 1   | 11   | 386 |
| 2016 | 16    | 5    | 3   | -   | 2   | -   | 1    | 655 |

#### Indianapolis 500
| Jaar | Chassis | Motor     | Start | Finish | Team                         |
| ---- | ------- | --------- | ----- | ------ | ---------------------------- |
| 2012 | Dallara | Honda     | 23    | 16     | Schmidt–Hamilton Motorsports |
| 2013 | Dallara | Honda     | 21    | 8      | Schmidt–Hamilton Motorsports |
| 2014 | Dallara | Honda     | 5     | 12     | Schmidt–Hamilton Motorsports |
| 2015 | Dallara | Chevrolet | 3     | 10     | Team Penske                  |
| 2016 | Dallara | Chevrolet | 8     | 19     | Team Penske                  |